# 靍岡賢二郎
靍岡 賢二郎（つるおか けんじろう、1987年7月7日 - ）は、埼玉県川口市出身の元プロ野球選手（捕手）・コーチ。右投右打。
苗字の「靍」（「雨かんむり」に「隹」と「鳥」）は環境依存文字であるため、一部Webサイトにおいては常用漢字である「鶴」に置き換えた「鶴岡」、平仮名に置き換えた「つる岡」やカタカナに置き換えた「ツル岡」の表記も用いられる。「雨かんむり」に「鶴」を書いた「靏岡」は誤り。

## 経歴

### プロ入り前
春日部共栄高校時代は強肩強打の捕手として知られ、3年時に主将兼4番打者として夏の埼玉県大会の決勝戦進出に貢献。決勝戦では2年生エース投手の木村文和を擁する埼玉栄高校と対戦、1対4と3点リードされた9回表二死満塁の場面で、2ストライクと追い込まれながら同点打となる走者一掃の3点適時三塁打を木村から放った。続く5番・射手矢大輔の適時二塁打によって勝ち越した春日部共栄はそのまま5対4で逆転勝利し、甲子園への出場を決めた。甲子園初戦では平田良介・辻内崇伸らを擁する大阪桐蔭高校と対戦、7対9で敗れたが、自身は辻内から中堅バックスクリーンへ本塁打を放つなど5打数2安打の成績を残した。
同年秋にはAAAアジア選手権の日本代表に選出。この時のチームメイトには前述した平田・辻内のほか、田中将大・山口俊・堂上直倫ら、後にプロ入りする選手が数多くいた。
高校卒業後は将来アマチュアの指導者になるという目標を実現するためプロ志望届を提出せず、大学卒業後にプロ入りすることをもう一つの目標として日本体育大学に進学。しかし首都大学野球公式戦での出場機会には恵まれなかった。その一方で、大学への在学中に小学校・中学校・高校の体育科の教員免許を取得。取得に向けて母校の春日部共栄高校で教育実習へ臨んだ際には、2009年のドラフト会議で北海道日本ハムファイターズからのドラフト1位指名を受けて投手で入団した中村勝を教えている。

### プロ入り後
2010年、四国・九州アイランドリーグの愛媛マンダリンパイレーツに入団。前年まで正捕手を務めた梶原有司の退団の穴を埋めるべく、前期は松原準と併用された。後期からレギュラーに定着するとリード面で進歩を見せ、年間を通して45試合に出場した。打撃成績は89打数16安打で打率.180、1本塁打、10打点と課題を残した。
2010年10月28日に行われたドラフト会議では、横浜ベイスターズから8位指名を受け、11月11日に契約金700万円・年俸500万円（金額は推定）という条件で契約した。全12球団で68人が指名されたこの会議で最後の指名選手であった。背番号は、姓の読みとポジションが同じ鶴岡一成が2008年シーズン途中までの横浜在籍中に付けた57。
DeNAへの入団後は、3年目の2013年まで一軍公式戦への出場機会がなかった。イースタン・リーグの公式戦では、1年目の2011年に54試合の出場で打率.244の成績を残したが、2年目の2012年には35試合の出場で打率.213にとどまった。2013年には、32試合の出場で打率.186と低迷している。
2014年は、支配下登録の捕手が5人しかいないというチーム状況で、開幕から一軍で正捕手として起用されてきた黒羽根利規が4月11日に骨折で戦線を離脱した。このため、同19日に入団後初の出場選手登録を果たした。同日の対広島東洋カープ戦（横浜スタジアム）8回表から、捕手として一軍公式戦初出場を果たす。翌20日の同カードでは「8番・捕手」としてスタメンに起用されると、前田健太から一軍での初安打を記録した。シーズン通算では、一軍公式戦24試合の出場で打率.267、2打点という成績を残した。
2015年は、イースタン・リーグ公式戦54試合に出場した。一塁手や指名打者にも起用されたほか、打率.244という成績を残したが一軍公式戦への出場機会はなく、10月25日に球団から戦力外通告を受け、現役を引退した。

### 現役引退後
DeNAから戦力外通告の際にブルペン捕手としての契約を打診されたことを受けて、2016年から2年間は、「チームサポーター」という肩書でブルペン捕手を務めた。
2017年11月6日、2018年シーズンより、二軍バッテリーコーチ補佐兼育成担当を務めることが発表された。四国アイランドリーグplusからドラフト会議での指名を経てNPBに入団した選手で、NPBチームのコーチに就任するのは靍岡が初となる。
2019年5月30日、二軍の捕手不足解消のため、DeNAと育成選手契約を結んだ事が発表された。背番号は087。コーチ登録の継続については不明瞭で、スポーツナビではコーチ一覧からは「選手兼コーチ」としても名前を残さずに削除され、選手専任になっている一方で、球団公式サイトではコーチの場合と選手の場合とで別々のページが用意されており、コーチとしては背番号87のままとなっていた。現役復帰後、結局二軍公式戦に出場することはなかった。球団から正式な発表はなかったが、2019年10月31日に自由契約公示された。
2020年から2023年まではチーム付きアナリスト（スコアラー）を務めた。
2024年からはヘッド格となる一軍オフェンスチーフコーチという役職名で現場に復帰する。背番号は72。

## プレースタイル
捕球から二塁到達まで2秒を切る強肩を武器とした。大学時代に出場機会に恵まれなかったことによる4年間の実質的なブランクの影響によって捕球やリード面に課題を抱えていたが、独立リーグ・愛媛在籍当時に実戦出場機会を得たことにより送球の正確さが向上しリード面も進歩したと評された。
また独立リーグ・愛媛在籍当時の通算打率が2割を切っていることが示す通り、確実性に欠ける打撃面も課題とされた。

## 詳細情報

### 年度別打撃成績
| 年 度     | 球 団     | 試 合 | 打 席 | 打 数 | 得 点 | 安 打 | 二 塁 打 | 三 塁 打 | 本 塁 打 | 塁 打 | 打 点 | 盗 塁 | 盗 塁 死 | 犠 打 | 犠 飛 | 四 球 | 敬 遠 | 死 球 | 三 振 | 併 殺 打 | 打 率 | 出 塁 率 | 長 打 率 | O P S |
| --------- | --------- | ----- | ----- | ----- | ----- | ----- | -------- | -------- | -------- | ----- | ----- | ----- | -------- | ----- | ----- | ----- | ----- | ----- | ----- | -------- | ----- | -------- | -------- | ----- |
| 2014      | DeNA      | 24    | 49    | 45    | 4     | 12    | 0        | 0        | 0        | 12    | 2     | 0     | 0        | 0     | 0     | 4     | 1     | 0     | 10    | 1        | .267  | .327     | .267     | .593  |
| 通算：1年 | 通算：1年 | 24    | 49    | 45    | 4     | 12    | 0        | 0        | 0        | 12    | 2     | 0     | 0        | 0     | 0     | 4     | 1     | 0     | 10    | 1        | .267  | .327     | .267     | .593  |

### 年度別守備成績
| 年 度 | 捕手  | 捕手  | 捕手  | 捕手  | 捕手  | 捕手     | 捕手  | 捕手     | 捕手     | 捕手     | 捕手     |
| 年 度 | 試 合 | 刺 殺 | 補 殺 | 失 策 | 併 殺 | 守 備 率 | 捕 逸 | 企 図 数 | 許 盗 塁 | 盗 塁 刺 | 阻 止 率 |
| ----- | ----- | ----- | ----- | ----- | ----- | -------- | ----- | -------- | -------- | -------- | -------- |
| 2014  | 17    | 63    | 8     | 1     | 1     | .986     | 0     | 14       | 12       | 2        | .143     |
| 通算  | 17    | 63    | 8     | 1     | 1     | .986     | 0     | 14       | 12       | 2        | .143     |

### 記録

#### NPB
初記録
- 初出場：2014年4月19日、対広島東洋カープ5回戦（横浜スタジアム）、8回表に髙城俊人に代わり捕手で出場
- 初打席：同上、9回裏に西原圭大から三塁ゴロ
- 初先発出場：2014年4月20日、対広島東洋カープ6回戦（横浜スタジアム）、8番・捕手で先発出場
- 初安打：同上、2回裏に前田健太から左前安打
- 初打点：2014年4月27日、対阪神タイガース6回戦（横浜スタジアム）、5回裏に筒井和也から押し出し四球

### 独立リーグでの打撃成績
| 年 度     | 球 団     | 試 合 | 打 数 | 得 点 | 安 打 | 二 塁 打 | 三 塁 打 | 本 塁 打 | 打 点 | 盗 塁 | 犠 打 | 犠 飛 | 四 球 | 死 球 | 三 振 | 打 率 |
| --------- | --------- | ----- | ----- | ----- | ----- | -------- | -------- | -------- | ----- | ----- | ----- | ----- | ----- | ----- | ----- | ----- |
| 2010      | 愛媛      | 45    | 89    | 5     | 16    | 1        | 1        | 1        | 10    | 0     | 6     | 1     | 10    | 3     | 20    | .180  |
| 通算：1年 | 通算：1年 | 45    | 89    | 5     | 16    | 1        | 1        | 1        | 10    | 0     | 6     | 1     | 10    | 3     | 20    | .180  |

### 背番号
- 27（2010年）
- 57（2011年 - 2015年）
- 122（2016年 - 2017年）
- 87（2018年 - 2019年5月29日）
- 087（2019年5月30日[14] - 同年終了）
- 72（2024年 - ）